# Активная матрица на органических светодиодах

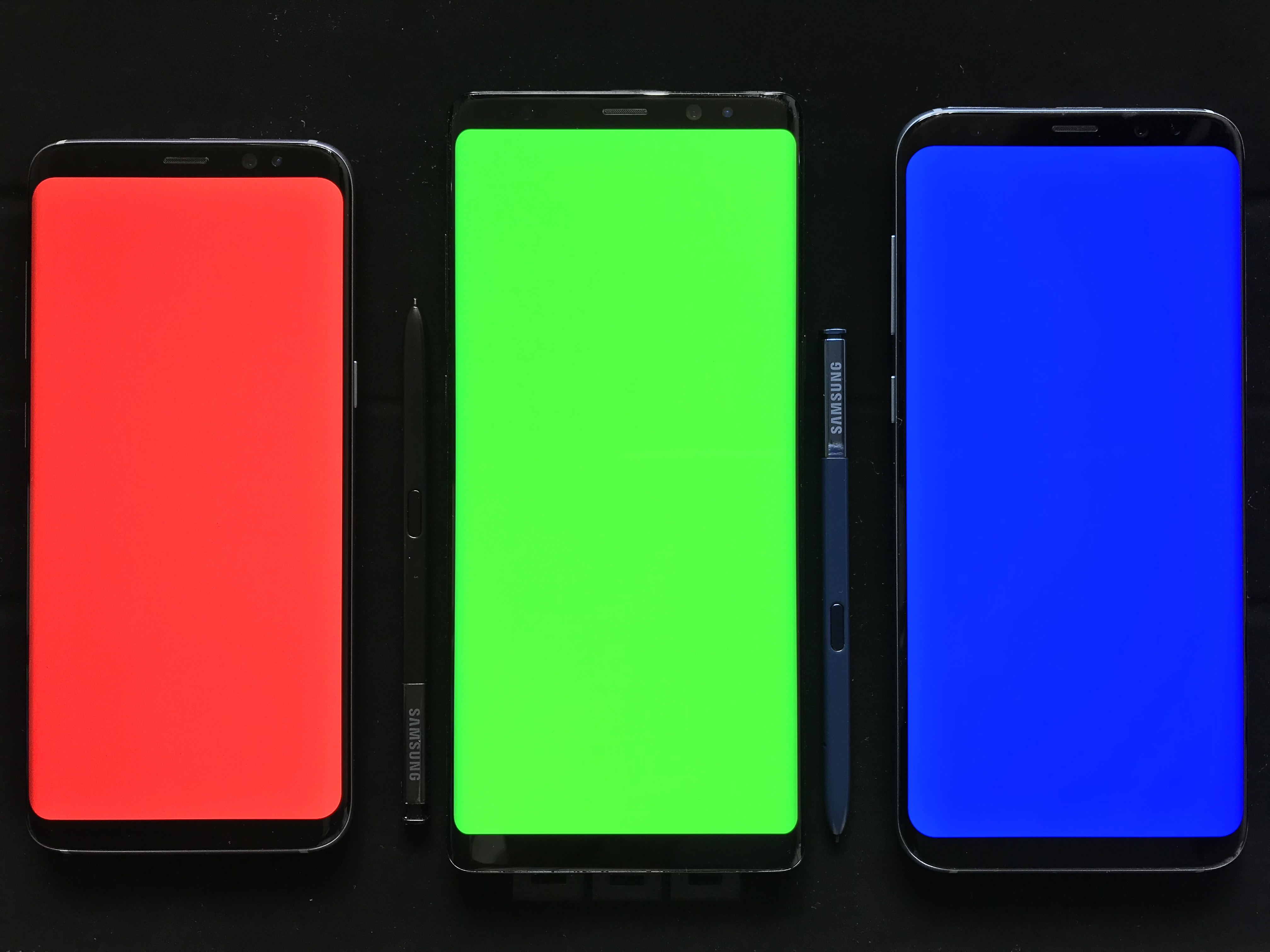
AMOLED (Samsung Galaxy)

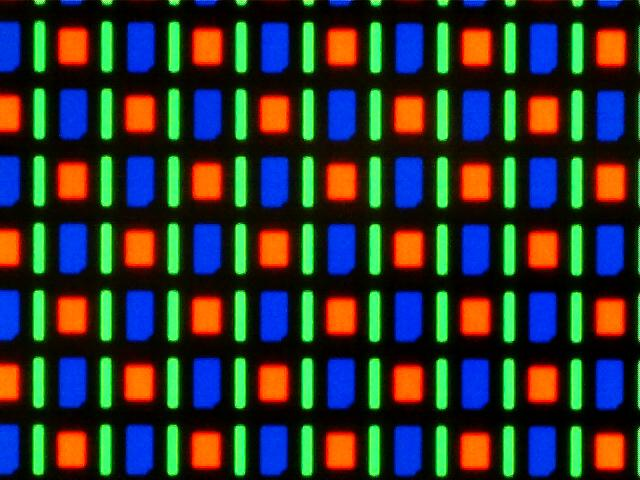
Расположение субпикселей в дисплее Super AMOLED с матрицей PenTile

Активная матрица на органических светодиодах (Active Matrix Organic Light-Emitting Diode, AMOLED) — технология создания дисплеев для мобильных устройств, компьютерных мониторов и телевизоров, созданная конгломератом Samsung. Технология подразумевает использование органических светодиодов в качестве светоизлучающих элементов и активной матрицы из тонкоплёночных транзисторов (TFT) для управления светодиодами.

## Достоинства

### по сравнению с ЖК-дисплеями
В сравнении с жидкокристаллическими дисплеями (LCD) на тонкоплёночных транзисторах основными достоинствами технологии являются:
- энергопотребление напрямую зависит от яркости изображения на экране, поэтому при отображении тёмных тонов потребление энергии низкое.
- возможность размещать различные датчики (освещения, приближения, сканер отпечатка пальцев) непосредственно под экраном за счет отсутствия подсветки. Эта же особенность позволяет использовать AMOLED-матрицу на смартфонах со складным экраном, вроде Galaxy Fold.

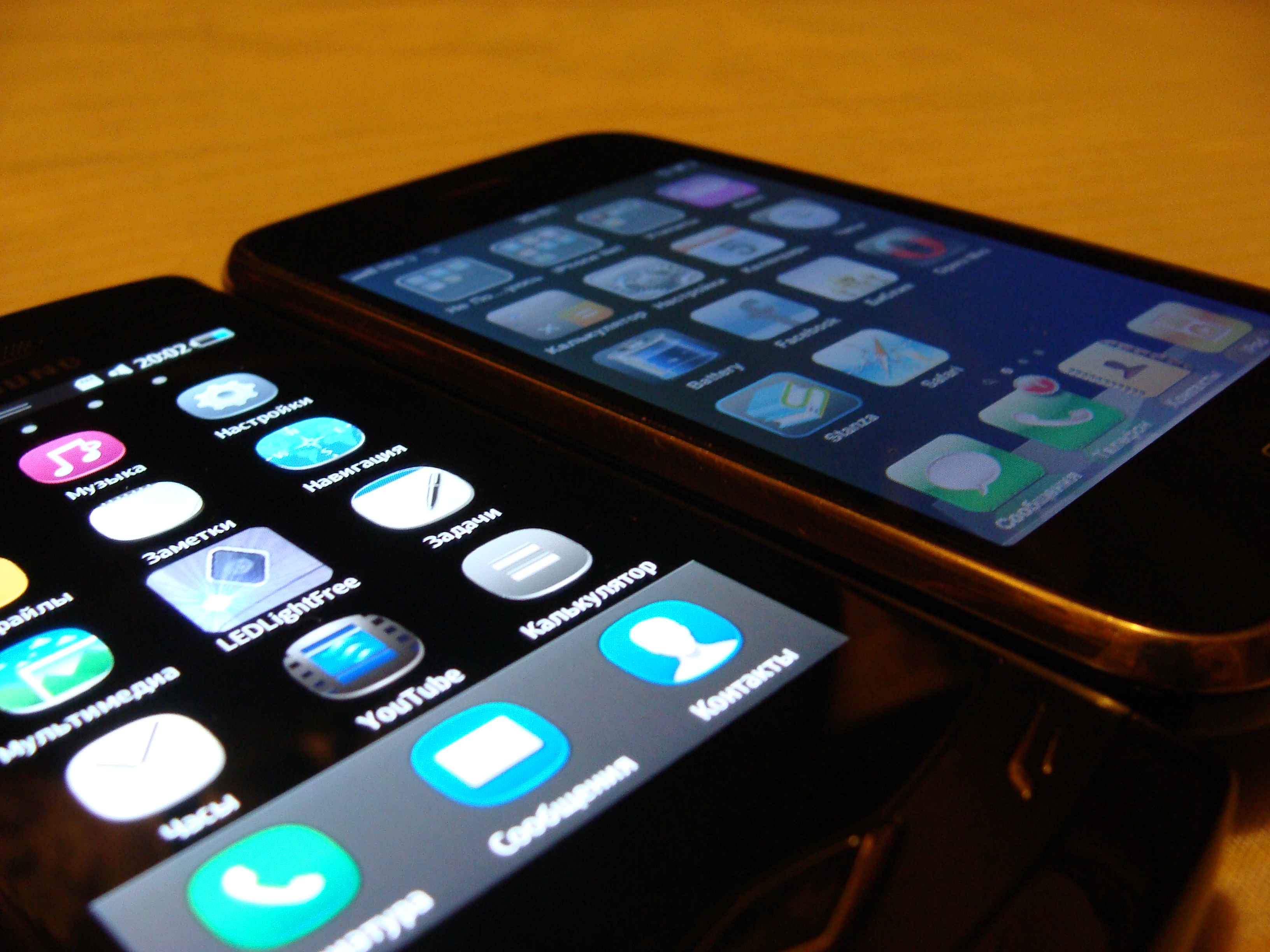
Super AMOLED рядом с ЖК

- способность отображать большую цветовую гамму (на 32 % больше физического предела жидкокристаллической матрицы Super IPS).
- значительно меньшее время отклика (приблизительно 0,01 мс против минимального 1 мс для TN матрицы).
- полные углы обзора по вертикали и горизонтали порядка 180 градусов при абсолютном сохранении яркости, цветности и контрастности изображения (чуть хуже, чем у кинескопных (ЭЛТ) мониторов).
- меньшая толщина экрана (не тратится место на подсветку).
- высокая контрастность — чёрный цвет является действительно чёрным, ведь пиксели в этой области вообще не излучают свет.

### по сравнению с плазменными дисплеями
- компактный размер
- низкое энергопотребление
- большая яркость

## Недостатки
- ненадёжность соединений внутри экрана (достаточно малейшего обрыва или трещины — и экран не показывает полностью).
- достаточно малейшей разгерметизации между слоями дисплея — и дисплей начинает выцветать из этой точки (достаточно одного-двух дней, чтобы дисплей перестал показывать совсем).

### по сравнению с ЖК-дисплеями
Основными недостатками технологии в сравнении с жидкокристаллическими дисплеями являются:
- уменьшение срока службы при активной работе в ярких тонах, другими словами, постепенное «выгорание» органических светодиодов. При этом субпиксели разных цветов теряют яркость с разной скоростью (быстрее всего выгорают синие), из-за чего цветопередача экрана со временем может нарушиться[1]. Срок службы дисплея в среднестатистическом мобильном телефоне составляет примерно 7 лет[2], но уже через год заметны отличия в яркости областей.
- стоимость производства.
- низкая максимальная яркость в сравнении с жидкокристаллическими дисплеями с LED-подсветкой.
- в подавляющем большинстве AMOLED-дисплеев яркость регулируется при помощи широтно-импульсной модуляции (ШИМ). Эта технология позволяет получить более широкий диапазон яркости и является более простой в производстве, нежели управление напряжением. Кроме того, она позволяет продлить время работы диодов и обеспечивает точную цветопередачу даже на минимальной яркости. Обратной стороной ШИМ является вредное для организма мерцание экрана, так как свет подается импульсами и обычно - с довольно низкой частотой (около 100 Гц)[3]. Согласно ГОСТ 33393-2015[4]:

Пульсация освещенности свыше 300 Гц не оказывает влияния на общую и зрительную работоспособность человека.

### по сравнению с плазменными дисплеями
- несбалансированность цветов. Яркость каждого цвета светодиодов различается, поэтому приходится создавать матрицы с неравномерным расположением светодиодов-субпикселей для достижения сбалансированности цветов.
- в дисплеях AMOLED, не использующих ШИМ, на малых яркостях очень заметно доминирование фиолетового оттенка.
- чувствительность к ультрафиолетовому излучению.

## Использование в сенсорных дисплеях
Благодаря своей яркости дисплеи с технологией AMOLED хорошо подходят для использования в составе сенсорных дисплеев (тачскринов). При этом прозрачный сенсорный слой (чувствительный к нажатию пальцами) располагается поверх AMOLED.

### Super AMOLED
Super Active Matrix Organic Light-Emitting Diode (Super AMOLED) — улучшенная технология создания тачскринов на основе AMOLED. В отличие от предшественников, сенсорный слой приклеен к самому экрану, что позволяет избавиться от прослойки воздуха в промежутке между ними. Это повышает четкость, читаемость на солнце, насыщенность цветов, позволяет получить меньшую толщину дисплея.
- на 20 % ярче предшественника
- на 80 % меньше отражает солнечный свет
- на 20 % снижено энергопотребление
- в промежуток между экраном и тачскрином не может попасть пыль
- снижена вероятность появления колец Ньютона

Конструкция экрана Super AMOLED

Строение экрана AMOLED.

Первым идет катодный слой. В качестве светоизлучающих элементов выступают органические светодиоды, а для их управления используется активная матрица из тонкопленочных транзисторов. Они определяют силу тока, который проходит через каждый диод, следовательно, яркость и цвет пикселя. Затем проходит анодный слой. Далее располагается подложка, которая может изготавливаться из различных материалов, таких как силикон, металл и т. д.
Технология Super AMOLED впервые была представлена в смартфонах серии Samsung Wave и Samsung Galaxy S, которые были показаны в 2010 году компанией WorldTelecom.

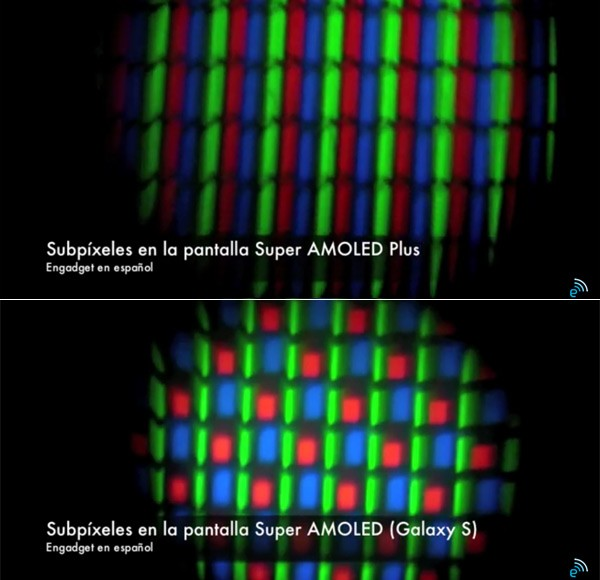
Сравнение Super AMOLED и Super AMOLED Plus

### Super AMOLED Plus
Дисплеи Super AMOLED Plus лишены особенностей дисплеев Super AMOLED, изображение на которых казалось слегка зернистым и, как следствие, не слишком качественным, но благодаря использованию технологии Real-Stripe изображение прорисовывается с помощью полноценных RGB-субпикселей, что позволило избавиться от зернистости и улучшило цветопередачу.
Технология Super AMOLED Plus впервые использована в смартфонах Samsung Galaxy S II.

### Dynamic AMOLED
Маркетинговое название Super AMOLED в качестве дисплеев с максимальной точностью цветопередачи.
Применены в премиум сегменте смартфонов c первой в мире Infinity-O технологией, выреза в самом экране: Samsung Galaxy S10e, S10 и S10+, S10+ 5G, а также в первом складном смартфоне Samsung Galaxy Fold.